# Eliza (Vorname)
Eliza ist ein weiblicher Vorname. Er ist eine Kurzform der englischen Form Elizabeth des Vornamens Elisabeth.

## Namensträgerinnen
- Eliza Acton (1799–1859), englische Köchin und Kochbuchautorin, auch eine romantische Dichterin
- Eliza Frances Andrews (1840–1931), US-amerikanische Schriftstellerin, Pädagogin und Botanikerin
- Eliza Bennett (* 1992), britische Schauspielerin und Sängerin
- Eliza Carpenter (1851–1924), US-amerikanische Rennpferdebesitzerin und Jockey
- Eliza Carthy (* 1975), britische Folkmusikerin (Gesang, Fiddle, auch Akkordeon, Gitarre, Piano)
- Eliza Coupe (* 1981), US-amerikanische Schauspielerin
- Eliza Douglas (* 1984), US-amerikanische Malerin, Konzeptkünstlerin, Musikerin und Performerin
- Eliza Dushku (* 1980), US-amerikanische Schauspielerin
- Eliza Standerwick Gregory (1840–1932), britische Botanikerin
- Eliza Hansen (1909–2001), deutsche Klavierpädagogin, Pianistin und Cembalistin rumäniendeutscher Abstammung.
- Eliza Hittman (* 1979), US-amerikanische Filmregisseurin, Drehbuchautorin und Filmproduzentin
- Eliza Illiard (1905–1969), deutsche Koloratursopranistin
- Eliza Kostowa (* 1990), bulgarische Tennisspielerin
- Eliza Maria Mosher (1846–1928), US-amerikanische Medizinerin
- Eliza Nathanael (* 1973), indonesische Badmintonspielerin
- Eliza Orzeszkowa (1841–1910), polnische Schriftstellerin
- Eliza Lucas Pinckney (1722–1793), englisch-amerikanische Pflanzerin und Plantagenbetreiberin (Indigo)
- Eliza Reid (* 1976), kanadisch-isländische Journalistin
- Eliza Rose, britische DJ und Sängerin
- Eliza Scanlen (* 1999), australische Schauspielerin
- Eliza Schneider (* 1978), US-amerikanische Schauspielerin, Singer-Songwriterin, Dramatikerin, Historikerin und Synchronsprecherin
- Eliza Ruhamah Scidmore (1856–1928), US-amerikanische Schriftstellerin, Fotografin und Geographin
- Eliza Swenson (* 1983), US-amerikanische Schauspielerin, Filmproduzentin, Komponistin und Sängerin
- Eliza Taylor (* 1989), australische Schauspielerin
- Eliza Wigham (1820–1899), führende schottische Frauenwahlrechtsaktivistin und Aktivistin für die Abschaffung der Sklaverei
- Eliza Wille (1809–1893), deutsche Romanschriftstellerin

Zwischenname
- Frances Eliza Hodgson Burnett (1849–1924), britische Autorin
- Ann Eliza Smith (1819–1905), US-amerikanische Autorin

Künstlername
- Eliza Doolittle (eigentlich Eliza Sophie Caird, * 1988), britische Singer-Songwriterin und ehemalige Kinderdarstellerin